# Cratère de Piccaninny

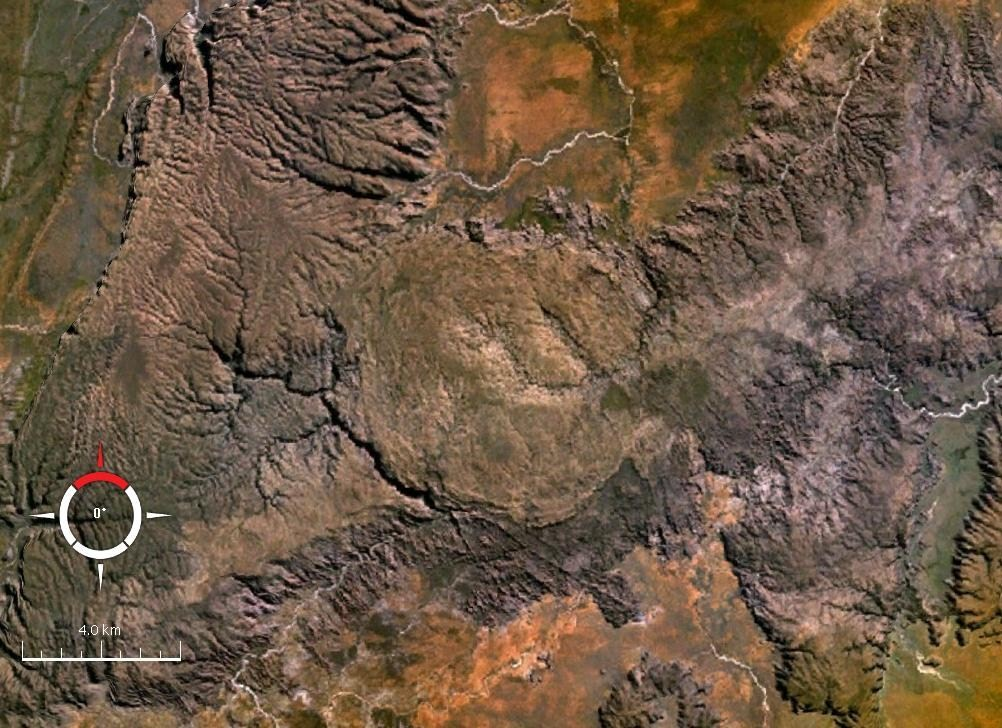
Cratère de Piccaninny au centre de la photo satellite

Le cratère de Piccaninny est une structure d'impact fortement érodée, situé au nord de l'Australie-Occidentale dans le Parc national de Purnululu.
Son diamètre est de 7 km et son âge est estimé à 360 millions d'années.